# Banjšice
Banjšice (em esloveno:  Banjška planota, também Banjšice ou Banjščice, em italiano:  Altopiano della Bainsizza) é um planalto cárstico no oeste da Eslovênia, na região tradicional de Goriška. É uma área dispersa, conhecida por sua história e biodiversidade. Geograficamente, pertence aos Alpes Dináricos.